# Éric Valette
Éric Valette (n. 1967, Toulouse) este un regizor și scenarist francez.

## Filmografie
- 2001 : Dégustation (film scurt)
- 2003 : Maléfique
- 2008 : One missed call
- 2009 : Une affaire d'Etat
- 2010 : Super Hybrid
- 2011 : La Proie